# Vitulazio
Vitulazio é uma comuna italiana da região da Campania, província de Caserta, com cerca de 5.438 habitantes. Estende-se por uma área de 22 km², tendo uma densidade populacional de 247 hab/km². Faz fronteira com Bellona, Camigliano, Capua, Grazzanise, Pastorano, Pignataro Maggiore.

## Demografia
| Variação demográfica do município entre 1861 e 2011                               |
|                                                                                   |
| Fonte: Istituto Nazionale di Statistica (ISTAT) - Elaboração gráfica da Wikipedia |